# Борщівська сільська рада (Снятинський район)
| Борщівська сільська рада — колишній орган місцевого самоврядування у Снятинському районі Івано-Франківської області з адміністративним центром у с. Борщів. Водоймища на території, підпорядкованій даній раді: річка Прут. Сільській раді були підпорядковані населені пункти: - с. Борщів - с. Борщівська Турка - с. Хлібичин |

## Склад ради
Рада складалася з 16 депутатів та голови.

### Керівний склад ради
| ПІБ                           | Основні відомості                                                                                   | Дата обрання | Дата звільнення |
| ----------------------------- | --------------------------------------------------------------------------------------------------- | ------------ | --------------- |
| Гуцуляк Богдан Федорович      | Сільський голова, 1958 року народження, освіта, член Всеукраїнського об'єднання 'Батьківщина'       | 26.03.2006   | 31.10.2010      |
| Розвадовський Ігор Михайлович | Сільський голова, 1962 року народження, освіта середня спеціальна, член Української Народної Партії | 31.10.2010   |                 |

Примітка: таблиця складена за даними джерела